# 386-та піхотна дивізія (Третій Рейх)
386-та піхотна дивізія (Третій Рейх) (нім. 386. Infanterie-Division) — піхотна дивізія Вермахту, що входила до складу німецьких сухопутних військ у роки Другої світової війни.

## Історія з'єднання
386-та піхотна дивізія була сформована 1 квітня 1940 року у Варшаві (окупована Німеччиною Польща) як дивізія земельних стрільців (нім. Landesschützen) в ході 9-ї хвилі мобілізації вермахту. Дивізія залишалася в Оберості до травня 1940 року, а потім повернулася додому до генерал-квартирмейстерства в червні. З липня 1940 року, після підписання капітуляції Францією наприкінці червня 1940 року, дивізія була підпорядкована командувачу змінними військами III військового округу для розформування.

## Райони бойових дій
- Польща, Німеччина (квітень — грудень 1940)

## Командування

### Командири
- генерал-майор Курт фон Єссер (1 квітня — 31 грудня 1940)

### Підпорядкованість
| Час     | Корпус | Армія                         | Група армій (округ) | Штаб   |
| ------- | ------ | ----------------------------- | ------------------- | ------ |
| 1940    |        |                               |                     |        |
| червень |        | Генеральне квартирмейстерство | III ВО              | Польща |
| липень  |        |                               | III ВО              | Польща |

### Склад
| 1940                                   |
| -------------------------------------- |
| 656-й піхотний полк                    |
| 657-й піхотний полк                    |
| 658-й піхотний полк                    |
| 386-та артилерійська батарея           |
| 386-й велосипедний ескадрон            |
| 386-та дивізійна рота зв'язку          |
| 386-те дивізійне управління постачання |